# Општина Улмени (Марамуреш)
Улмени (рум. Ulmeni) општина је у Румунији у округу Марамуреш.
Oпштина се налази на надморској висини од 167 m.